# Hypoleria aureliana
Hypoleria aureliana är en fjärilsart som beskrevs av Bates 1862. Hypoleria aureliana ingår i släktet Hypoleria och familjen praktfjärilar. Inga underarter finns listade i Catalogue of Life.